# Горная невеста
«Горная невеста» (итал. Vermiglio) — художественный фильм итальянского режиссёра Мауры Дельперо с Джузеппе де Доменико, Томмазо Раньо и Мартиной Скринци в главных ролях. Премьера состоялась в сентябре 2024 года на 81-м Венецианском кинофестивале, где картина была удостоена Приза Большого жюри.
В российский прокат картина вышла 17 апреля 2025 года.

## Сюжет
Действие фильма происходит в 1944 году. В небольшой горной коммуне Вермильо, в Южном Тироле, живёт многодетная семья школьного учителя Чезаре Грациадеи. Его старшая дочь Лючия влюбляется в солдата-дезертира, Пьетро Ризо, сбежавшего с фронта и скрывающегося в их деревне. 

## В ролях
- Джузеппе де Доменико — Пьетро Ризо
- Томмазо Раньо — Чезаре Грациадеи, отец семейства
- Мартина Скринци — Лючия Грациадеи
- Роберта Ровелли — Адель
- Карлотта Гамба — Вирджиния
- Ориетта Нотари — Зия
- Сара Серайокко  — Анна Пеннизи

## Релиз и оценки
Фильм снимали с апреля по декабрь 2023 года в Трентино-Альто-Адидже — горном регионе на северо-востоке Италии. Продюсированием занимались компании Cinedora (Италия), Charades (Франция) и Versus (Бельгия). В сентябре 2024 года картину показали на 81-м Венецианском кинофестивале, в рамках основной программы. Она была удостоена Приза Большого жюри.